# Ulotrichopus phaeoleuca
Ulotrichopus phaeoleuca là một loài bướm đêm trong họ Erebidae.